# حصن اللوز
حصن اللوز (بالإسبانية: Iznalloz إثنايوث)‏ هي بلدية تقع في مقاطعة غرناطة التابعة لمنطقة الأندلس جنوب إسبانيا.

## الديموغرافيا
بلغ عدد سكان بلدية حصن اللوز 7.003 نسمة عام 2011 (وفقاً للمعهد الوطني الإسباني للإحصاء).
| 6.705 | 7.094 | 6.909 | 6.978 | 7.054 | 7.065 | 7.003 |

## أعلام
- باولا غارسيا أفيلا